# Markionismus
Markionismus či marcionismus je dualistický věroučný systém, který vytvořil Markión ze Sinopé v Římě kolem roku 144. Markionismus je jednou z prvních křesťanských herezí, která se vyznačovala zvláště popřením židovských (starozákonních) kořenů církve; Markión učil, že stvoření je dílem demiurga, zlého boha. Proti Markiónovu učení se zvedla vlna nesouhlasu ze strany představitelů církve, kteří proti markionitům sepsali nejeden polemický spis, avšak z pera samého Markióna se žádný spis nedochoval.

## Dějiny
Církevní organizace založená Markiónem má svůj počátek v exkomunikaci Markióna římskou církví kolem roku 144. K jejímu založení Markión užil svého majetku a markionitské komunity se záhy rozšířily po celé římské říši. Markionité přetrvali na Západě dalších 300 let, Markiónovy ideje lze však nalézt v mnoha dalších heretických hnutích celých církevních dějin. Na Východě, zvláště mimo hranice Římské říše se markionismus později sblížil s manicheismem; obě dvě nauky charakterizuje silný dualismus. Markiónovské komunity však přetrvaly místně až do 16. století.